# 90分鐘末日倒數
是一部2018年上映的韓國動作驚悚片，由《恐怖攻擊直播》的導演金秉祐執導，河正宇、李善均主演。劇情描述在2024年的美國總統大選當天，由各國高手組成的傭兵部隊承接了CIA秘密任務，綁架北韓政要，然而在任務行經南北韓非軍事區之地下堡壘時，突如其來的埋伏衝突，卻讓原本單純的任務，可能成為引爆第三次世界大戰的導火線。電影定於2018年12月26日在韓國上映。

## 演員陣容

### 主要人物
- 河正宇 飾演 Ahab
- 李善均 飾演 尹智義

### 其他人物
- 詹妮弗·艾莉 飾演 Mackenzie
- 凱文·杜蘭 飾演 Markus
- 马利克·约巴（英语：Malik Yoba） 飾演 Gerald
- 斯賓塞·丹尼爾斯 飾演 Logan
- 朱利安·华金 飾演 胡賽
- 霍黑·刘易斯-帕罗（英语：Jorge Pallo） 飾演 Pedro
- 杰夫·柏斯利 飾演 Dmitry
- 傑克·萊昂斯 飾演 Nelson
- 姜信哲（朝鲜语：강신철） 飾演 崔利賢
- 李相元 飾演 輔佐官
- 閔武濟（朝鲜语：민무제） 飾演 輔佐官
- 楊志洙（朝鲜语：양지수） 飾演 柳東熙／Ahab的替身
- 孫盛燦（朝鲜语：손성찬） 飾演 韓國總（照片出演）

### 特別出演
- 申鉉彬 飾演 李智秀

## 製作
主要拍攝於2017年8月4日開始進行，並於2017年12月1日宣布殺青。

## 獎項榮譽
| 年份   | 頒獎禮              | 獎項                        | 入圍者 | 結果 |
| ------ | ------------------- | --------------------------- | ------ | ---- |
| 2019年 | 第3屆中韓國際電影節 | 韓國電影貢獻部門 最佳男主角 | 河正宇 | 獲獎 |

## 外部連結
- Daum上《90分鐘末日倒數》的資料

- 韩国电影数据库（KMDb）上《90分鐘末日倒數》的資料
- 互联网电影数据库（IMDb）上《90分鐘末日倒數》的资料（英文）
- 開眼電影網上《90分鐘末日倒數》的資料（繁體中文）
- Yahoo奇摩電影上《90分鐘末日倒數》的資料（繁體中文）
- 豆瓣电影上《90分鐘末日倒數》的資料 （简体中文）
- 《90分鐘末日倒數》在HanCinema的页面（英文）